# Omega Glacier
Omega Glacier är en glaciär i Antarktis. Den ligger i Östantarktis. Norge gör anspråk på området. Omega Glacier ligger 12 meter över havet.
Terrängen runt Omega Glacier är kuperad åt sydost, men västerut är den platt. Havet är nära Omega Glacier åt nordväst. Trakten är obefolkad. Det finns inga samhällen i närheten. 